# Vasile Cosma
Vasile Cosma (n. 24 decembrie 1924, Cara, România – d. octombrie 2002, Craiova, România) a fost un actor român.
A fost membru al UNITER și membru fondator al Teatrului de Stat din Reșița.

## Distincții
- Medalia Muncii (28 ianuarie 1954) „cu ocazia împlinirii a cinci ani de activitate a Teatrului de Stat din Arad, Teatrului de Stat din Brăila, Teatrului Maghiar de Stat din Cluj, Teatrului Evreesc de Stat din București, Teatrului Maghiar de Stat din Oradea, Teatrului de Stat din Ploești, Teatrului de Stat din Pitești, Teatrului de Stat din Reșița, Teatrului de Stat din Sibiu, Teatrului Maghiar de Stat din Sf. Gheorghe, Teatrului de Stat din Orașul Stalin, Teatrului Secuesc de Stat din Târgu Mureș, Teatrului Evreesc de Stat din Iași, Teatrului de Stat din Timișoara și pentru merite în activitatea artistică”[2]
- Ordinul Meritul Cultural clasa a IV-a (6 noiembrie 1967) „pentru merite deosebite în domeniul artei dramatice”[3]
- Ordinul Steaua Republicii Socialiste România clasa a V-a (1971) „pentru merite deosebite în opera de construire a socialismului, cu prilejul aniversării a 50 de ani de la constituirea Partidului Comunist Român”[4]

## Filmografie
- Dacii (1967)
- Stejar – extremă urgență (1974) - baronul von Keil
- Pe aici nu se trece (1975) - primarul comunei Teișani
- Cantemir (1975)
- Patima (1975) - maistrul cojocar Dionisie Popovici
- Mere roșii (1976) - tânărul Gheghe
- Buzduganul cu trei peceți (1977)
- Gustul și culoarea fericirii (1978)
- Ecaterina Teodoroiu (1978) - deputatul
- Din nou împreună (1978) - Obreja
- Vlad Țepeș (1979) - Mogoș
- Omul care ne trebuie (1979) - președintele clubului de fotbal
- Vînătoarea de vulpi (1980)
- Faleze de nisip (1983) - maiorul Raicu
- Începutul adevărului (Oglinda) (1994)